# Schwester Maria Bonaventura
Schwester Maria Bonaventura (Originaltitel: Thunder on the Hill) ist ein US-amerikanischer Kriminalfilm von Regisseur Douglas Sirk aus dem Jahr 1951 mit Claudette Colbert, Ann Blyth, Robert Douglas und Anne Crawford in den Hauptrollen. Der Film wurde von Universal International Pictures nach dem Theaterstück Bonaventura von Charlotte Hastings produziert.

## Handlung
Schwester Maria Bonaventura ist verantwortlich für die Krankenstation eines Klosters in der Grafschaft Norfolk in England. Als eine der Schwestern Selbstmord begeht, ist sie zutiefst beunruhigt und in ihrem Glauben erschüttert. Aus diesem Grunde vertraut sie sich ihrer Mutter Oberin an.
Ein sintflutartiger Regen sorgt binnen kürzester Zeit für überflutete und gesperrte Straßen in der Nähe des Klosters, und so ist Polizei-Sergeant Melling, der auf dem Weg ins Gefängnis war, gezwungen, die verurteilte Mörderin Valerie Carns dorthin zu bringen. Valerie Carns wird beschuldigt, ihren Bruder Jason, einen berühmten Pianisten, vergiftet zu haben. Jasons Arzt Dr. Jeffreys, der auch Leiter des Krankenhauses im Kloster ist, wo Schwester Maria jetzt arbeitet, beharrt darauf, dass Valerie Jason eine tödliche Dosis seiner Medizin verabreicht hat. Valerie beteuert jedoch ihre Unschuld. Ein Foto, das Jason zeigt, verstört die Frau des Arztes Isabel Jeffreys so sehr, dass dieser ihr ein Beruhigungsmittel geben muss. Valerie appelliert an Schwester Maria, ihren Verlobten, Sidney Kingham, zu ihr ins Kloster zu bringen, damit sie mit ihm sprechen kann. Ein Bediensteter klärt Schwester Bonaventura in der Zwischenzeit über das sadistische Verhalten von Jason Carns auf und zeigt ihr einen Liebesbrief, der von Isabel Jeffreys stammt. Die Mutter Oberin ist derweil von Schwester Bonaventuras Einmischung in den Fall über alle Maßen verärgert. Sie verbrennt den Brief, der als Beweis für die Unschuld dienen könnte. Die Nonne beschließt nun erst recht, Polizeisergeant Melling von ihrem Wissen in Kenntnis zu setzen.
Es stellt sich heraus, dass Dr. Jeffreys derjenige war, der Jason die tödliche Dosis seiner Medizin gab – aus Rache –, und er könnte auch seine Frau Isabel langsam vergiften. Als er merkt, dass Schwester Maria Bonaventura sein Spiel durchschaut, lockt er sie zu dem nahen Glockenturm, wo er sie attackiert. Doch Schwester Maria gelingt es, die Glocke zu läuten. Sidney Kingham hört es und eilt ihr zu Hilfe. Dr. Jeffreys kann überwältigt werden und wird schließlich von Melling verhaftet. So wird am Ende Schwester Maria Bonaventuras Glauben an die höhere Gerechtigkeit, die den Regen, der Valerie Carns zu ihr führte, für ein Zeichen Gottes hält, wiederhergestellt.

## Produktionsnotizen
Gedreht wurde im November und Dezember 1950. Für die Ausstattung waren John P. Austin und Russell A. Gausman zuständig. Tonmeister waren Leslie I. Carey und Joe Lapis. Die Bauten stammen von Bernard Herzbrun und Nathan Juran. Bud Westmore sowie Joan St. Oegger zeichneten für Maske und Frisuren verantwortlich. Die Kostüme lieferte Bill Thomas. Produktionsleiter war Edward K. Dodds.

## Kritiken
„Eine unerschrockene Nonne zweifelt an der Schuld einer angeblich überführten Mörderin und betätigt sich während einer Unwetterkatastrophe in Norfolk als Detektivin. Am Ende gelingt es ihr, den Fall zu lösen. Überdurchschnittlicher Kriminalfilm mit einem ungewöhnlichen Hintergrund.“